# Money (That's What I Want)
〈Money (That's What I Want)〉는 타믈라(Tamla)의 설립자인 베리 고디와 제니 브래드포드가 쓴 노래로 고디의 모타운 기업의 첫 히트 레코드다. 1959년 바렛 스트롱이 녹음하여 타믈라 레이블을 통해 발표되었고, 이후 아나 레코드에 의해 전국적으로 배포되었다. 많은 이들이 이 곡을 커버하였는데, 그 중에 비틀즈(1963)와 더 플라잉 위저드(1979년)가 있다.

## 개요
곡은 처음에 바렛 스트롱이 녹음하여 1959년 8월 타믈라를 통해 발표했다. 아나 레코드는 그웬 고디, 아나 고디, 그리고 빌리 데이비스가 영업하던 곳이었는데, 그웬과 아나의 남자 형제 베리 고디는 자신의 회사인 타믈라 레이블(모타운의 전신)을 세우고는 노래를 1960년 아나 레이블에게 판매 허가를 받았다. 이 노래는 시카고 소재인 체스 레코드에서 수요를 충족하기 위해 전국적으로 배포했다. 미국에서는 1960년 6월 핫 R&B 사이드 차트에서 2위, 빌보드 핫 100에서는 23위까지 올라 모타운의 첫 히트를 만들어낸다. 《롤링 스톤》 선정 역사상 가장 위대한 노래 500곡에서는 288위에 올랐다.
그레일 마커스는 이 곡이 스트롱의 이름이 표기된 것 중 유일하게 전국 음악 차트 정상에 오른 것이라고 지적하나, "이 한 번으로 그는 평생 라디오에 나오게 되었다"고 말했다. 피아노와 리드 보컬은 바렛이, 유진 그루가 기타를 제공했다. 사실상 거의 모든 음반은 45s로, 아나 레코드의 10인치 78포맷은 "굉장히 희귀하다" 바렛 스트롱은 자신과 베리 고디, 제니 브레드포드가 함께 쓴 것이라고 주장한다. 그의 이름은 곡이 쓰여진 뒤 3년 지나 판권 등록에서 사라졌으며 1987년 판권 재등록시에 복구되었으나 다음해 재차 사라졌다. 고디는 스트롱의 이름이 표기되어 있는 이유는 단지 오기일 뿐이라고 말했다.

### 참여 인원
- 바렛 스트롱 – 피아노, 리드 보컬[4]
- 유진 그루 – 기타[4]

## 비틀즈 버전
조지 해리슨의 말에 의하면, 비틀즈는 스트롱의 버전을 브라이언 엡스타인의 음반 가게인 NEMS에서 찾아내었다고 한다(영국에서는 히트하지 못했다. 이 판본은 1960년 런던 레코드에서 발표했다.). 그들은 데카 오디션에서도 이를 선보였는데, 당시 피트 베스트가 드럼으로 참여했다.
비틀즈는 1963년 7월 18일 일곱 테이크를 녹음하여 〈Money〉를 제작했다. 일련의 피아노 오버더빙이 이후 조지 마틴에 의해 추가되었다. 1963년 11월 최종 트랙이 두 번째 영국 음반 《With the Beatles》에 실려 나온다. 이들은 BBC 라디오에서 6번 곡을 녹음했으며, 스톡홀름 콘서트 음원이 《Anthology 1》에 실렸다.

### 참여 인원
- 존 레논 – 리드 보컬, 리듬 기타, 고함, 박수
- 폴 매카트니 – 베이스, 백 보컬, 박수
- 조지 해리슨 – 리드 기타, 백 보컬, 박수
- 링고 스타 – 드럼, 박수
- 조지 마틴 – 더블 트래킹 피아노

## 더 플라잉 리저즈 버전
영국의 밴드 더 플라잉 리저즈는 뉴 웨이브 버전으로 곡을 녹음하여 1979년 7월 발표, 예상치못한 히트를 친다. 이 버전은 영국 차트에서 5위, 빌보드 핫 100에서 50위까지 오른다. 또 영국 댄스 차트에서는 22위까지 올랐다.

### 차트 성적

#### 주간 차트
| 차트 (1979–80)                   | 최고 순위 |
| -------------------------------- | --------- |
| 호주 (켄트 뮤직 리포트)          | 11        |
| 오스트리아 (Ö3 오스트리아 탑 40) | 23        |
| 벨기에 (울트라톱 50 플랑드르)    | 28        |
| 벨기에 (VRT 탑 30 플랜더스)      | 22        |
| 캐나다 탑 싱글 (RPM)             | 7         |
| 프랑스 (IFOP)                    | 39        |
| 네덜란드 (네덜란드스 탑 40)      | 33        |
| 네덜란드 (싱글 톱 100)           | 37        |
| 뉴질랜드 (리코디드 뮤직 NZ)      | 5         |
| 영국 싱글 (OCC)                  | 5         |
| 미국 빌보드 핫 100               | 50        |
| 미국 빌보드 핫 댄스 클럽 플레이  | 22        |
| 미국 캐쉬 박스                   | 34        |

#### 연말 차트
| 차트 (1980)                 | 순위 |
| --------------------------- | ---- |
| 호주 (켄트 뮤직 리포트)     | 71   |
| 캐나다 (RPM 탑 싱글)        | 59   |
| 뉴질랜드 (레코디드 뮤직 NZ) | 32   |